# Iglesia de San Juan Bautista (Espadilla)
La iglesia parroquial de San Juan Bautista, cuyo nombre según el Obispado de Segorbe-Castellón es Iglesia de la Degollación de San Juan Bautista, se localiza en la calle de la Iglesia 10, de Espadilla, en la comarca del Alto Mijares,y es un lugar propuesto para ser catalogado como Bien de relevancia local, en los correspondiente catálogos municipales de bienes y espacios protegidos y que, habiendo sido tramitados conforme al procedimiento ordinario establecido en el artículo 47 de la Ley 4/1998, de 11 de junio, de la Generalitat, del Patrimonio Cultural Valenciano, cuentan con el informe favorable de la conselleria competente en materia de cultura, faltando la aprobación definitiva por el organismo competente en materia de urbanismo; con la categoría de Monumento de interés local, y con un código de identificación: 12.08.058-003, a 18 de diciembre de 2013.
Pertenece al arciprestazgo 9, conocido como de Nuestra Señora de la Esperanza, con sede en Onda, del Obispado de Segorbe-Castellón.

## Descripción
El actual templo data del siglo XVII, construida siguiendo las pautas del orden corintio. El templo está exento por tres de sus laterales y la planta es de cruz latina, con tres naves (presentando capillas en las laterales) y crucero. De fábrica de mampostería y refuerzo de sillares en las esquinas. Pueden observarse los contrafuertes que sobresalen por encima de las naves laterales de menor altura que la central. La cubierta es de teja y presenta cúpula en el crucero.
La fachada principal de la iglesia es un muro liso revocado, rematada con una pequeña cornisa que pasa por delante del campanario. En la fachada se observa la
portada de piedra, de tipo retablo y factura neoclásica, que presenta dos cuerpos:
- el inferior, en el que destaca la presencia de la puerta que está enmarcada por pilastras, con capiteles (con forma de voluta) que sostienen el dintel liso, rematado por amplia cornisa.
- el superior, que presenta un hueco central rectangular, con pilastras laterales actuando como soporte del frontón triangular con pináculo.

En una de las fachadas laterales de la iglesia se encuentra un reloj de sol con la inscripción: "AИO de I799", y las cifras en números árabes, que ha sido recientemente repintado. Además, en las cornisas de los tejados aparecen pintados, en rojo, los ladrillos aparejados.
Presenta en su exterior un típico campanario barroco valenciano, que al estar el resto el edificio catalogado como BRL, hace que las campanas que en él se sitúan estén también catalogas, lo cual hace necesaria una aprobación previa por parte de Conselleria, de cualquier intervención que se quiera realizar en ellas. Presenta planta cuadrada y tres cuerpos, estando integrado el primero (que no presenta ornamentos) en un lateral de la fachada principal de la iglesia (sobresaliendo de la iglesia pero formando parte del primer cuerpo de la torre campanario y como un añadido a esta, hay un reloj mecánico). El segundo cuerpo está enmarcado por cornisas de igual características por todos sus laterales, presenta un hueco central y se remata con capitel. En el último cuerpo, el tercero, se observa un templete circular con cupulino y veleta, sobre muros diagolanes.
En el campanario existe un juego de campanas de considerable antigüedad y valor histórico y patrimonial, por lo que es recomendable su protección y restauración. Presenta dos campanas llamadas:
- La Grande, datada de 1744, con un diámetro de 72 centímetros y un peso de 216 quilogramos. Se desconoce su fundidor.
- La Pequeña, datada de 1858, un diámetro de 62 centímetros y un peso de 138 quilogramos. También se desconoce su fundidor.

Respecto a su interior, presenta cuatro crujías, y cubierta en bóveda de cañón con lunetos (bajo los cuales se abren ventanas rectangulares) en la nave central para dar iluminación al mismo. Por su parte, la naves laterales, de menor altura se cubren con bóvedas esquifadas (que son unas bóvedas derivadas de las de rincón de claustro, en las cuales el vértice de unión de las aristas es una superficie plana o una línea, y que se utiliza, normalmente, para cubrir espacios rectangulares en las naves laterales). El crucero por su parte presenta, en los brazos la cubierta en bóveda de cañón, mientras que en el crucero, ya hemos dicho que presenta cúpula, apoyada en trompas.
La decoración interior se reduce a pilares acanaladas rematadas en capiteles corintios en la nave central, que sostienen un arquitrabe decorado por cabezas de ángeles; en los arcos aparecen motivos dieciochescos y en las pechinas de la bóveda, se observan representaciones figuradas de los cuatro evangelistas.
Además el templo cuenta son un archivo parroquial censado en el "Censo-guía de Archivos de España e Iberoamérica".